# Misti

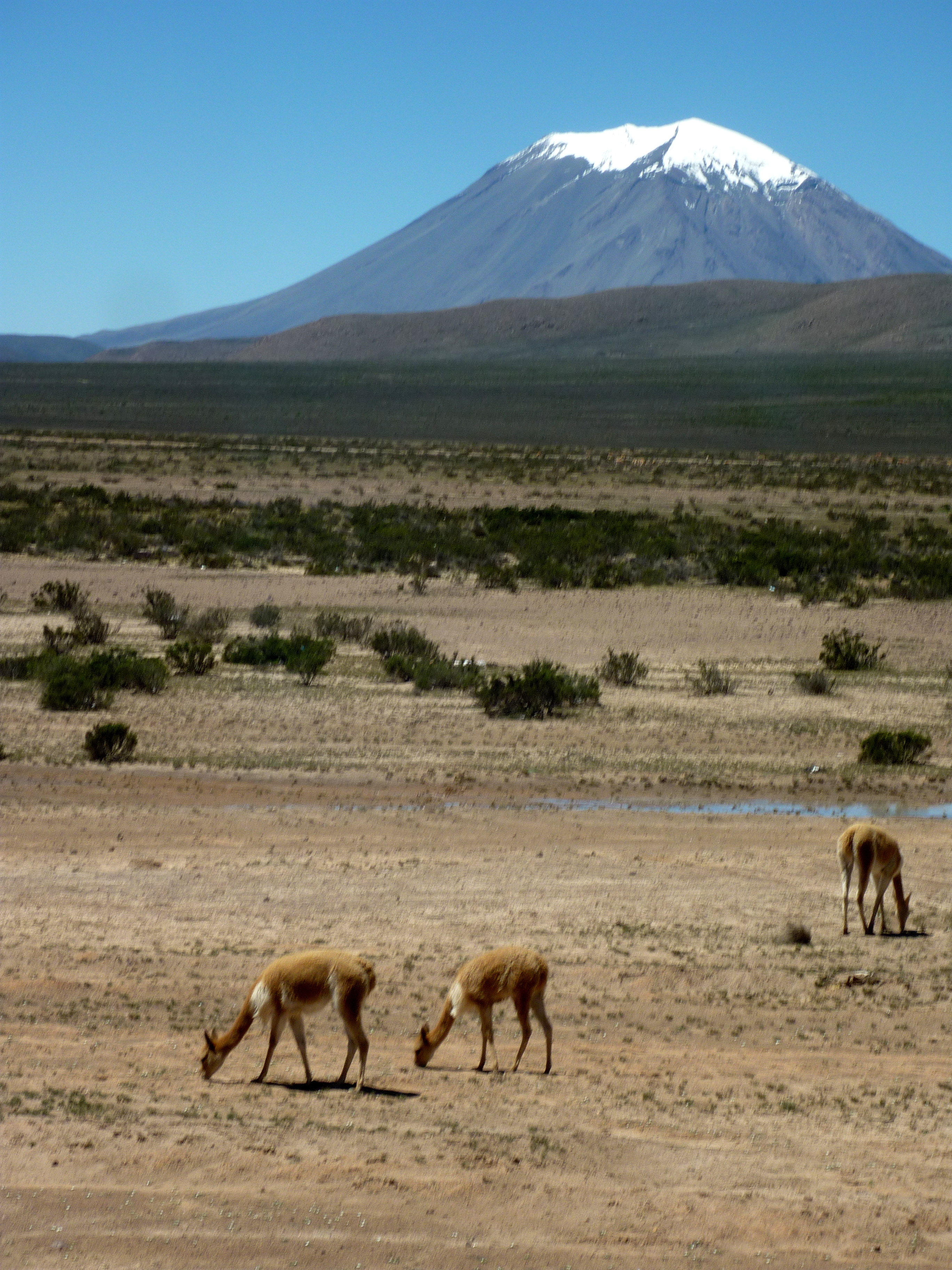
Schneebedeckter Misti, von Arequipa abgewandte Seite

Der Misti ist ein Schichtvulkan im Süden von Peru in unmittelbarer Nähe der Stadt Arequipa. Der Vulkan beherrscht durch seine markante Kegelform das Stadtbild und gilt deswegen als Wahrzeichen von Arequipa, daher findet er sich im Stadtwappen wieder. Der 5822 Meter hohe Misti liegt zwischen zwei weiteren Vulkanen, dem 6057 Meter hohen Nevado Chachani und dem Picchu Picchu. Auf dem Gipfel des Misti wurde ein ca. 6 m hohes Kreuz aus Eisenschienen errichtet.
Der letzte größere Ausbruch ereignete sich 1784. Der Vulkan ist aber nach wie vor aktiv. Der Misti besitzt drei konzentrische Krater. Immer wieder sind von Arequipa aus rauchende Fumarolen zu beobachten. Geologen konnten mindestens 20 Ausbrüche mit Tephra-Ablagerungen in den vergangenen 50.000 Jahren nachweisen. Vor rund 2000 Jahren erreichte ein pyroklastischer Strom eine Länge von 12 Kilometern.
NASA-Fachleute gehen davon aus, dass Lavaströme, Lahare und Glutlawinen im Fall eines Ausbruchs die 850.000 Einwohner der Stadt Arequipa gefährden. Evakuierungspläne gibt es allerdings nicht und trotz der Gefahr entstehen an den Hängen des Vulkans selbst neue Siedlungen. Die Bewohner von Arequipa nennen den Vulkan „schlafend“.
Der deutsch-peruanische General und Kartograf Clemens von Althaus (1791–1836) war vermutlich der erste, der den Misti bestieg, und gewiss der erste, der den Vulkan eingehend untersuchte und beschrieb. In der Nähe des Kraters fanden Archäologen 1998 sechs Mumien und seltene Artefakte aus der Inka-Zeit. Sie befinden sich heute im Museo de Santuarios Andinos in Arequipa.
Mit seiner regelmäßigen Kegelform erinnert der Berg an einen riesigen Sandhaufen. Technisch bietet die Besteigung des Misti keine Schwierigkeiten. Aufgrund der losen, rutschigen Vulkanasche und der steilen Hänge ist der Aufstieg jedoch sehr mühsam. Eine gute Akklimatisation und Kondition sind erforderlich. In einigen Monaten kann Schnee liegen, dann können Steigeisen und Eispickel notwendig sein. Die meiste Zeit des Jahres ist der Gipfel aufgrund der Trockenheit jedoch schneefrei.